# Songhairijk
Het Songhairijk was een islamitisch koninkrijk in West-Afrika dat bestond van de 14e eeuw tot laat in de 16e eeuw. Het middelpunt van het rijk was de Niger.

## Geschiedenis
De huidige Songhai zijn de erfgenamen van een rijk dat zijn hoogtepunt bereikte in de 15e en 16e eeuw. Het Songhairijk ontwikkelde zich uit een kleiner rijkje, gesticht door de Za of Zuwa dynastie in de 10e eeuw, rond de stad Kukiya. De hoofdstad werd echter al snel verplaatst naar de omgeving van het huidige Gao in Mali. De Zuwadynastie leverde 32 heersers, waarvan de vijftiende zich voor het jaar 1000 AD tot de islam bekeerde. De Zuwa werden in de 13e eeuw door het Malirijk onderworpen. De Zuwa werden opgevolgd door de Sonnidynastie, gesticht door de deels legendarische Ali Kulun, die in Toeareg-sprookjes voortleeft als Aliguran. De Sonni's wisten zich weer vrij te maken van de Malinese overheersing en bereikten hun grootste macht onder de voorlaatste heerser, Sonni Ali Ber (1464-1492), die in de lokale geschiedenis als zeer wreed te boek staat. Na diens dood werd zijn zoon Sonni Abu Bakr Dao afgezet door Askia Mohamed, een lokaal gouverneur van de provincie Bandiagara en de stichter van de Askia-dynastie.
Onder Askia Mohammed I beleefde het Songhairijk zijn grootste omvang en invloed. Askia Mohammed is vooral beroemd om zijn pelgrimage naar Mekka in 1497-1498. Na zijn dood in 1529 werd het rijk geteisterd door het opvolgingsconflict tussen Askia Mohammeds zonen, waarna de macht van het rijk afnam en de organisatie van het rijk meer een van losse regio's werd.
Het Songhairijk was lokaal vooral beroemd om haar bescherming van islamitische geleerdheid. Askia Mohammed correspondeerde met geleerden in Caïro en elders. De beroemde architect en geleerde al-Maghili verbleef in het rijk en de geleerde gemeenschappen in de steden Timboektoe en Djenné kwamen onder de Askia's tot grote bloei. De belangrijkste geleerde die onder de Askia's leefde was Ahmed Baba van Timboektoe (1556-1627), die echter in ballingschap in Marokko stierf.
Het Songhairijk kwam in 1591 ten einde na de verovering door Marokkaanse troepen onder leiding van Ahmad I al-Mansur, deels bestaand uit met musketten bewapende Vlaamse en Spaanse huurlingen onder leiding van Judar Pasja. De nakomelingen van dit expeditieleger regeerden de regio in naam van de Marokkaanse sultan onder de naam Arma (afgeleid van het Arabische woord al-Ruma), die nu nog door sommige families in Timboektoe wordt gebruikt om hun afkomst aan te duiden. De macht van de Arma werd begin 19e eeuw definitief gebroken door de leider van de Toeareg-stam van de Willimidden (Ouillimiden) Kawa ag Kadidu (1770-1816).